# Cardiocephalus
Genre
Cardiocephalus est un genre fossile d'amphibiens de la famille des Gymnarthridae (ordre des Microsauria). 

## Présentation
Ces espèces ont vécu durant le Permien inférieur (il y a environ 277 à 275 millions d'années) et leurs restes fossiles ont été trouvés aux États-Unis (Texas, Oklahoma).
Cardiocephalus est un petit représentant de la famille des Gymnarthridae, un groupe d'amphibiens aux habitudes aquatiques et caractérisés par de petites pattes, des corps allongés et des crânes avec une seule rangée de dents coniques marginales. Liés à Cardiocephalus, Euryodus et Sparodus sont également attestés.

## Description
Le corps de ces animaux était allongé et mince, et présentait plus de trente vertèbres présacrées. Leurs pattes étaient particulièrement courtes et chétives. Leur crâne était compact, avec des dents marginales coniques et larges, dont les pointes étaient aplaties latéralement. Cardiocephalus ne dépassait pas 20 cm de longueur. 
Deux espèces sont connues, se distinguant principalement par leur taille et la forme de leur crâne. L'espèce type, Cardiocephalus sternbergi, était plus petite que Cardiocephalus peabodyi tant au niveau de son corps que de son crâne et de ces orbites. Par ailleurs sa mâchoire avait une articulation positionnée davantage vers l'avant. Ces deux espèces avaient des rangées de dents sur les os du palais,,.

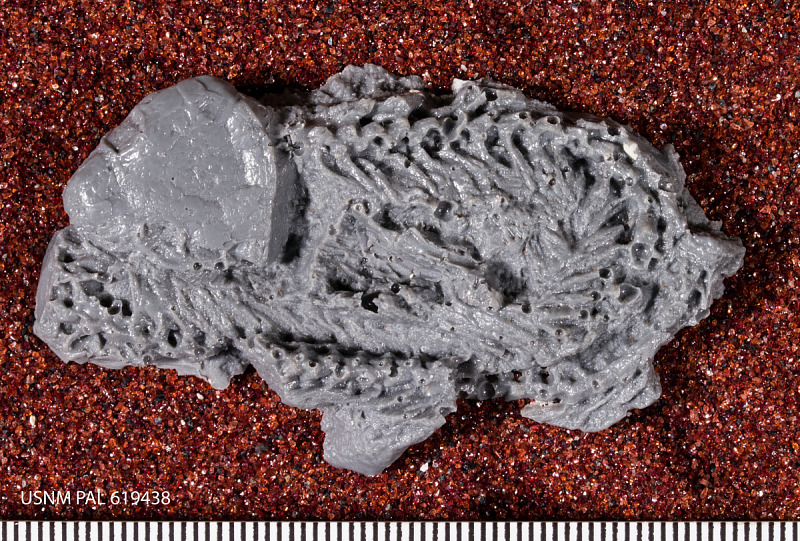
Fossile de Cardiocephalus peabodyi.

## Systématique
L'espèce Cardiocephalus sternbergi a été décrite pour la première fois en 1904 par le paléontologue allemand Ferdinand Broili (1874-1946), sur la base de fossiles trouvés au Texas, dans la formation Arroyo (d). En 1910, une autre espèce, Gymnarthrus willoughbyi, est décrite par le paléontologue américain Ermine Cowles Case (d) (1871-1953) sur le même terrain, mais sera par la suite considérée comme synonyme de la première. En 1978, Robert Lynn Carroll (d) (1938-2020) et Pamela Gaskill (d), dans leurs travaux sur l'ordre des Microsauria, ont décrit l'espèce Cardiocephalus peabodyi du Permien inférieur de Richards Spurs, dans l'Oklahoma.

## Liste d'espèces
Selon Paleobiology Database (14 octobre 2022) :
- † Cardiocephalus peabodyi Carroll & Gaskill, 1978
- † Cardiocephalus sternbergi Broili, 1904

## Publication originale
- (de) F. Broili, « Permische Stegocephalen und Reptilien aus Texas », Palaeontographica, vol. 51,‎ 1904, p. 1-120.